# Huvudstadsregionen (Danmark)
Ej att förväxla med Huvudstadsområdet, Danmark eller Region Hovedstaden.
Huvudstadsregionen var en region som omfattade Storköpenhamn med förstäder dock utan annan administrativ funktion än gällande lokaltrafik. Köpenhamns huvudstadsregion var fram till 2007 synonymt med HUR-området. HUR:s regionplan (den senaste från 2005) har numera avvecklats och upptagits i bland annat landsplandirektivet Fingerplan 2007. HUR Trafik, som fram till 2007 var ansvarig för regionens lokaltrafik, ingår nu i organisationen Movia. 
Uttrycket Huvudstadsregionen användes från början av 1970-talet av Danmarks Statistik för att undvika förväxling med Huvudstadsområdet, som används om tätortsområdet Köpenhamn med sammanhängande förorter. 
Huvudstadsregionen omfattade Köpenhamns kommun, den av Köpenhamn helt och hållet omgivna kommunen Frederiksberg, före detta Köpenhamns amt, före detta Frederiksborgs amt och före detta Roskilde amt. Geografiskt motsvarande nordöstra Själland samt Køgebugt- och Roskilde- området. 
Huvudstadsregionen omfattade flera städer som i princip vuxit samman med Köpenhamn, bland annat Roskilde, Helsingör samt Køge. Regionen omfattade ett område som idag har cirka 1 850 000 invånare på en yta av 2 866 km². 